# Jewgienij Kosariew
Jewgienij Aleksandrowicz Kosariew (ros. Евгений Александрович Косарев, ur. 1919, zm. 19 sierpnia 2008) – radziecki dyplomata.

## Życiorys
Uczestnik II wojny światowej, w 1944 ukończył Moskiewski Instytut Lotniczy im. Sergo Ordżonikidzego, a 1947 Wyższą szkołę Dyplomatyczną ZSRR, następnie pracował w centralnym aparacie Ministerstwa Spraw Zagranicznych ZSRR i w Radzieckiej Komisji Kontrolnej w Niemczech. 1957-1961 konsul ZSRR w Karl-Marx-Stadt (obecnie Chemnitz), 1965-1969 radca Ambasady ZSRR w RFN, od 26 sierpnia 1969 do 19 września 1979 ambasador nadzwyczajny i pełnomocny ZSRR w Luksemburgu, od 12 lipca 1984 do 24 listopada 1986 ambasador ZSRR na Islandii.

## Odznaczenia
- Order Wojny Ojczyźnianej II klasy
- Order Przyjaźni Narodów
- Order „Znak Honoru”
- Medal „Za obronę Leningradu”

I medale.